# Spathius aristaeus
Spathius aristaeus är en stekelart som beskrevs av Nixon 1943. Spathius aristaeus ingår i släktet Spathius och familjen bracksteklar. Inga underarter finns listade i Catalogue of Life.